# Statoblast
Als Statoblast bezeichnet man das zur Überwinterung und Verbreitung dienende Dauerstadium bei Bryozoen (Moostierchen). Diese Brutknospen besitzen eine feste Hülle und teils Schwimmorganellen und Widerhaken; sie werden im Herbst am Funiculus (mesodermaler Verbindungsstrang zwischen Darm und Körperwand) gebildet und deswegen auch als Winterknospen bezeichnet. Einige Arten der Bryozoen nutzen Statoblasten auch zum Überstehen von Trockenzeiten.
Statoblasten finden sich nur bei den Phylactolaemata (Süßwassermoostierchen). Man unterscheidet bei ihnen drei Arten:
- Flottoblasten (freie Statoblasten mit einem Schwimmring; sie werden nach außen abgegeben),
- Sessoblasten (sitzende Statoblasten, mit einem auf ein Kränzchen reduzierten Ring; sie sind mit Kittsubstanz mit dem Substrat verbunden),
- Piptoblasten (Statoblasten ohne Ring, aber auch nicht festsitzend; sie verbleiben in den Röhren; nur bei Fredericella vorhanden).

Die Sessoblasten dienen der Erhaltung und der Intensivierung der Besiedlung eines engeren Gebietes, während die Flottoblasten, die von Strömung, Wind und Tieren über weite Entfernungen fortgetragen werden können, für die extensive Verbreitung sorgen. Letzteres ist auch der Fall für die Piptoblasten, die durch Bruchstücke von Kolonieästen verbreitet werden können.
Arten der Unterklasse Gymnolaemata bilden analoge, aber anders aufgebaute Hibernakel. Beide Typen zählen zu den Knospen in der Zoologie.